# Каргашино (Московская область)
Каргашино — деревня в Серпуховском районе Московской области. Входит в состав Липицкого сельского поселения (до 29 ноября 2006 года входила в состав Балковского сельского округа).

## Население
| 2002 | 2006 | 2010 |
| ---- | ---- | ---- |
| 40   | ↘37  | ↗51  |

## География
Каргашино расположено примерно в 33 км (по шоссе) на юго-восток от Серпухова, на реке Незнайка (левый приток Восьмы), высота центра деревни над уровнем моря — 203 м.

## Современное состояние
На 2016 год в деревне зарегистрированы 1 улица — Заовражная и 3 садовых товарищества. Каргашино связано автобусным сообщением с райцентром и соседними населёнными пунктами. Ранее в селе было 2 церкви: деревянная церковь Иоанна Богослова, постройки 1695 года, сломана в середине XX века и церковь Николая Чудотворца, постройки 1865 года, также сломана в середине XX века В настоящее время установлен Поклонный Крест, зарегистрирован Православный Приход Богородице-Рождественского Храма c. Каргашино.